# Kappenahalli, Sira
Kappenahalli là một làng thuộc tehsil Sira, huyện Tumkur, bang Karnataka, Ấn Độ.